# Denominació d'origen qualificada
Una denominació d'origen qualificada (DOQ) és una indicació geogràfica que garanteix l'origen i la qualitat d'un vi que està elaborat a partir d'unes determinades varietats i amb pràctiques vinícoles, enològiques i d'envelliment establertes prèviament i segons uns processos de comercialització determinats i controlats. Per poder gaudir d'una certificació DOQ és necessari haver gaudit prèviament un mínim de deu anys de la certificació DO. La DO i la DOQ es regulen a la Unió Europea segons el Reglament (UE) núm. 1151/2012 sobre règims de qualitat de productes agrícoles i alimentaris.
El consell regulador de la denominació d'origen, l'Institut Català de la Vinya i el Vi (INCAVI), el Departament d'Agricultura de la Generalitat de Catalunya i altres administracions competents vetllen pel compliment del reglament, porten el registre de viticultors i de cellers adherits, controlen la producció i verifiquen la qualitat de les anyades i del vi.

## Altres noms
A la reglamentació europea tant els DO com els DOQ s'anomenen «vins de qualitat produïts en una regió determinada», etiquetats amb les sigles VQPRD, però alguns països de tradició vinícola a Europa fan la distinció entre DO i DOQ.
La DOQ en altres llengües és:
- Castellà: Denominación de Origen Calificada (DOCa)
- Françès: Appellation d'origine vin délimité de qualité supérieure (AOVDQS)
- Grec: Ονομασία προελεύσεως ανωτέρας ποιότητος (ΟΠΑΠ) (denominació d'origen de qualitat superior)
- Italià: Denominazione di origine controllata e garantita (DOCG)
- Portuguès: Denominação de origem controlada (DOC)

## Altres indicacions geogràfiques
Altres indicacions geogràfiques referides als vins són:
- Denominació d'Origen (DO), segons l'origen geogràfic del vi i el seu procés d'elaboració. No té en compte la comercialització.
- Vi de la Terra, vins de taula amb indicació geogràfica tradicional on es garanteix només l'origen.

Indicacions geogràfiques i de qualitat referides a altres productes:
- Indicació Geogràfica de Begudes Espirituoses (IG), per a les begudes espirituoses (excepte vins).
- Denominació d'Origen Protegida (DOP), productes agroalimentaris tret del vi i begudes espirituoses.
- Indicació Geogràfica Protegida (IGP), quan només part de les qualitats són atribuïbles a l'entorn geogràfic.
- Especialitat Tradicional Garantida (ETG), quan es garanteix un producte o un procés tradicional, però no el seu origen geogràfic.
- Marca Q

## Vins amb denominació d'origen qualificada
- Priorat